# Габела I (Кротоне)
Габела I је насеље у Италији у округу Кротоне, региону Калабрија.
Према процени из 2011. у насељу је живело 27 становника. Насеље се налази на надморској висини од 4 м.